# Graham Williams
Graham Williams (24 de mayo de 1945 - 17 de agosto de 1990) fue un productor televisivo y editor de guiones británico, cuyo trabajo más conocido fue en la serie de ciencia ficción de la BBC Doctor Who.

## Carrera
Tras trabajar como editor de guiones para The View From Daniel Pike (1971), Sutherland's Law (1973), Z-Cars (1975-1976) y Barlow at Large (1975), fue animado por su amigo Bill Slater, entonces director de seriales de la BBC, a empezar a trabajar como productor, y acabó recibiendo el trabajo de productor de Doctor Who, sucediendo al periodo de gran éxito pero también gran controversia de Philip Hinchcliffe.
Fue productor de la serie entre 1977 y 1980, durante la era de Tom Baker. Bajo el mando de Hinchcliffe, la serie había pasado por su periodo más popular, con las cifras consecutivas más altas de audiencia, pero también había recibido altas críticas de los medios por su contenido violento. Al hacerse con el mando de la serie, Williams recibió instrucciones de los jefes de dramáticos de la BBC de reducir la violencia. Williams dijo después sobre su época en Doctor Who: "Empezó a ir mal ya desde el principio, cuando me dijeron que hiciera el programa más divertido y menos violento. Por desgracia, esto hubiera requerido mucho dinero, del que prácticamente carecíamos. Tom Baker, sin embargo, pensó que era una idea espléndida, y siguió haciendo todas esas bromas y chistes malos, que no mejoraron en absoluto cuando traje a Douglas Adams".
Aunque las audiencias bajaron en cierta medida durante las dos primeras temporadas de Williams, se mantuvieron aceptablemente bien, y en 1979, la serie alcanzó la audiencia singular más alta de toda la historia, en el episodio 4 de City of Death, con 16,1 millones de espectadores, aunque esto es atribuible en parte a la huelga que hizo que la ITV, la principal competidora de la BBC, dejara de emitir.
Williams también escribió fragmentos significativos de los guiones de dos historias con problemas de guion, City of Death y The Invasion of Time. Durante su periodo en el programa, Williams trabajó cercanamente con tres editores de guiones: el experimentado Robert Holmes, Anthony Read y Douglas Adams. Adams desarrolló algunas de las historias más reconocidas de la era de Williams, y siguió escribiendo novelas muy populares y guiones como The Hitchhiker's Guide to the Galaxy. En 1980, Williams dejó la serie tras tres años difíciles, dando el relevo a John Nathan-Turner, que había trabajado a sus órdenes como jefe de unidad de producción.
Durante el reinado de Nathan-Turner como productor, Williams recibió la oferta del editor de guiones Eric Saward para escribir una historia para la segunda temporada de Colin Baker. El guion estaba ya muy avanzado cuando se abandonó, como todos los guiones encargados de esa temporada, cuando la serie se puso en descanso en febrero de 1985. En 1989, Williams escribió la novelización de esa historia, The Nightmare Fair (ISBN 0-426-20334-8). En 1985, ayudó a diseñar la aventura conversacional Doctor Who and the Warlord. Su trabajo en la serie se examinó en cierto detalle en el documental A Matter of Time incluido en la publicación en DVD de The Key to Time, que incluyó extractos de dos entrevistas a Williams en las convenciones de fanes de la serie en los ochenta.
Williams dejó la BBC a principios de los ochenta y siguió produciendo series dramáticas para ITV, incluyendo La Superabuela, antes de dejar la televisión a finales de los ochenta para encargarse del Hartnoll Hotel, un hotel cen Bolham, Tiverton. Falleció en un accidente doméstico con un arma de fuego el 17 de agosto de 1990. Dejó una viuda, Jacqueline, y tres hijos.